# Paula Newsome
Paula Newsome, född 7 oktober 1961, är en amerikansk skådespelare.
Newsome har bland annat medverkat i TV-serierna Barry (2018-2019) och CSI: Vegas (2021-2023). Hon har även medverkat i filmen Spider-Man: No Way Home från 2021.

## Filmografi (i urval)
- 1992 – Ärligt talat
- 2011 – Grey's Anatomy (TV-serie)
- 2018–2019 – Barry (TV-serie)
- 2021 – Spider-Man: No Way Home
- 2021–2023 – CSI: Vegas (TV-serie)